# Onthophagus troglodyta
Onthophagus troglodyta es una especie de insecto del género Onthophagus, familia Scarabaeidae, orden Coleoptera.
Fue descrita científicamente por Wiedemann en 1823.